# Rök

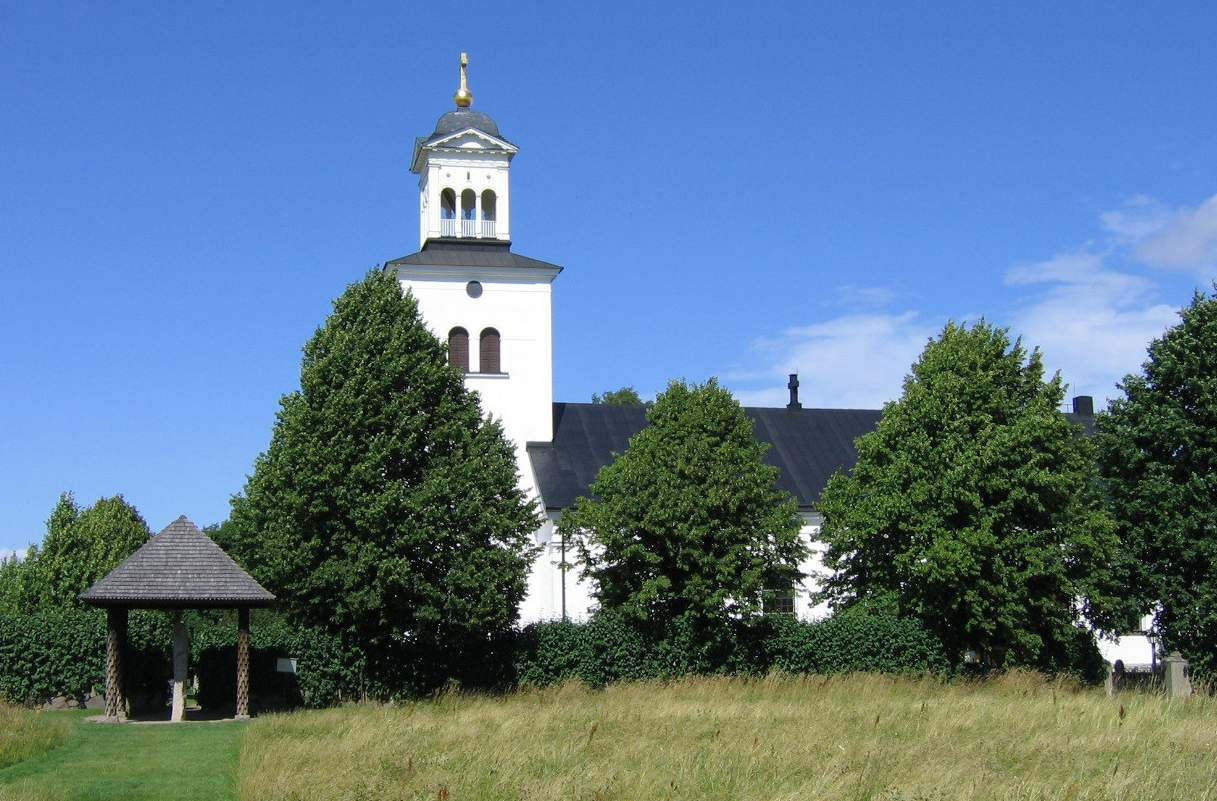
Kirche und Runenstein von Rök

Rök ist ein Distrikt der Gemeinde Ödeshög in der Provinz Östergötlands län und der historischen Provinz Östergötland. Der Distrikt wurde im Jahr 2016 gegründet und entspricht nach seinem Gebiet dem Socken Rök, der seit dem Mittelalter bestand. Von 1862 bis 1951 gab es daneben für die weltlichen Angelegenheiten die Röks landskommun, die 1952 nach Alvastra eingemeindet wurde. Seit 1969 gehört das Gebiet zu Ödeshög.

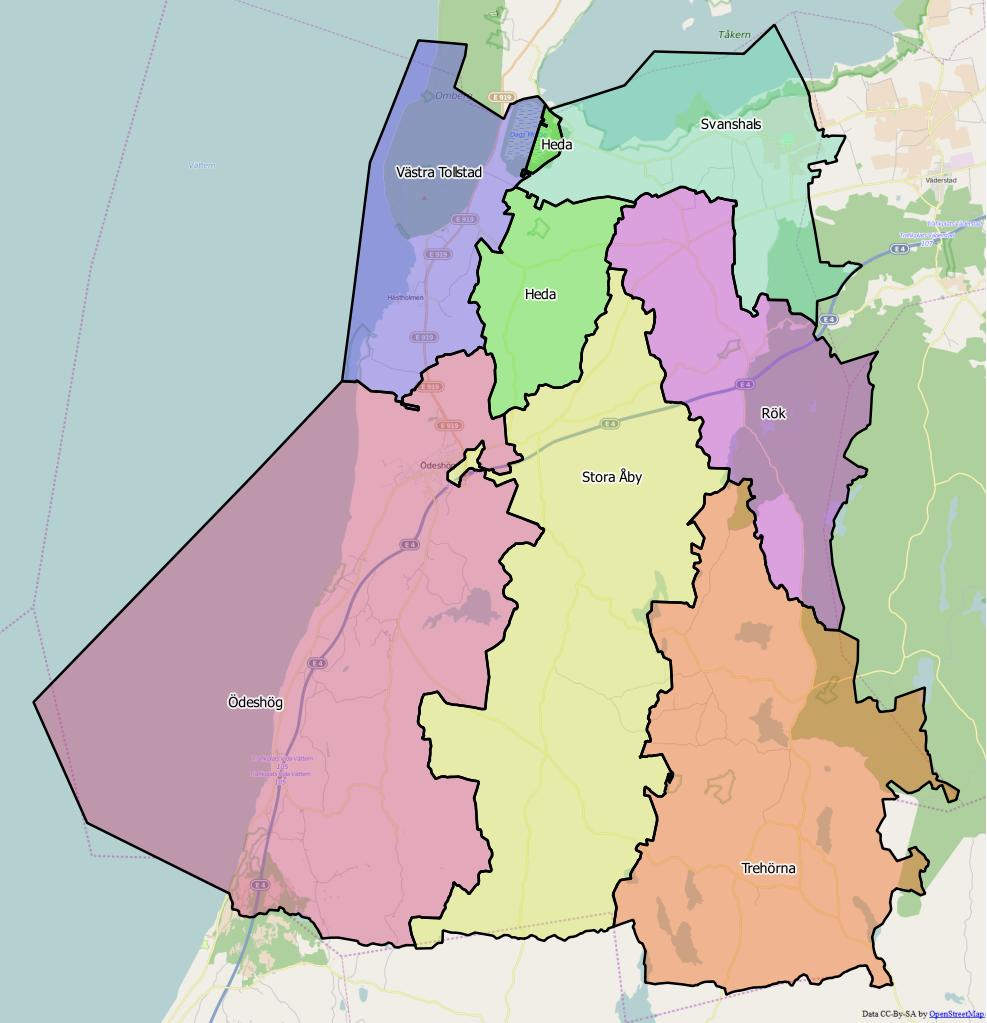
Distriktseinteilung der Gemeinde Ödeshög

Rök umfasst 50,75 km2 und hat knapp 200 Einwohner (Stand 2017). Um 1870 lebten noch mehr als 1100 Einwohner in dem Gebiet. Der Distrikt liegt zwischen Mjölby und Ödeshög südlich des Sees Tåkern und westlich des Vättern. Die Europastraße 4 teilt den Distrikt in einen nördlichen und einen südlichen Teil.
Bekannt ist Rök für den Rökstenen, den Runenstein von Rök in der Nähe der Kirche von Rök.